# Dicionário chinês

Dunhuang manuscript (c. 8º século) página do Yiqiejing yinyi, o mais antigo dicionário chinês de terminologias budistas

Os dicionários chineses datam de dois milênios ao sudoeste da dinastia Zhou, a qual possui uma história lexicográfica de longa duração que qualquer outra língua. Existem centenas de dicionários para o chinês, e este artigo irá introduzir alguns dos mais importantes. Para informações adicionais, veja Jerry Norman (1988:170-180) para uma visão geral ou Paul Fu-mien Yang (1985) para uma bibliografia escolar.

## Dicionários chineses online
- nciku Dicionário chinês-inglês online
- DICT.TW 線上字典, Dicionário online
- CEDICT: Dicionário Chinês-Inglês, Mandarintools
- Chinglish: Dicionário Chinês-Inglês
- Dicionário web de caracteres chineses, Rick Harbaugh
- Lin Yutang's Dicionário Chinês-Inglês de uso moderno, Universidade chinesa de Hong Kong
- 國語辭典, Guoyu cidian (em Chinês)
- 康熙字典網上版, Kangxi zidian (em Chinês)
- CTP Dictionary Dicionários de uso dos caracteres chineses clássicos
- bab.la um portal no estilo da Wikipedia